# Hyalinea
Hyalinea es un género de foraminífero bentónico de la familia Planulinidae, de la superfamilia Planorbulinoidea, del suborden Rotaliina y del orden Rotaliida. Su especie tipo es Nautilus balthicus. Su rango cronoestratigráfico abarca desde el Pleistoceno hasta la Actualidad.

## Clasificación
Hyalinea incluye a las siguientes especies:
- Hyalinea asiana
- Hyalinea balthica
- Hyalinea florenceae
- Hyalinea inflata
- Hyalinea marmarica
- Hyalinea pacifica